# Qerkh Yāshār
Qerkh Yāshār (persiska: قرخ یاشار) är en ort i Iran.   Den ligger i provinsen Västazarbaijan, i den nordvästra delen av landet, 700 km nordväst om huvudstaden Teheran. Qerkh Yāshār ligger 1 256 meter över havet och antalet invånare är 233.
Terrängen runt Qerkh Yāshār är kuperad åt nordväst, men åt sydost är den platt.Runt Qerkh Yāshār är det ganska tätbefolkat, med 75 invånare per kvadratkilometer. Närmaste större samhälle är Khvoy, 9,2 km sydost om Qerkh Yāshār. Trakten runt Qerkh Yāshār består till största delen av jordbruksmark.